# Piccole gioie
Piccole gioie è un dipinto a olio su tela (109,8x119,7 cm) realizzato nel 1913 dal pittore Vasilij Kandinskij.
È conservato nel Guggenheim Museum di New York.
Molti indizi fanno pensare che si tratti di una veduta di Mosca.